# Ahomes
Les Ahomes étaient un peuple amérindien, groupe ethnique Cahítas (es) qui résidaient à l'embouchure de la rivière Fuerte, vers Ahome dans l'état mexicain de Sinaloa, lors de la conquête espagnole.

## Histoire
Ils vivaient près des Zuaques (es). Leur principal village se nommait Oremy.
Placés sous le contrôle militaire espagnol et la direction religieuse des jésuites de 1600 à 1609, ils ont fusionné dans la culture de la Nouvelle-Espagne après cette période.